# 一代人 (诗歌)
《一代人》是顾城创作于1979年4月的诗歌，首次出版于《星星》诗刊1980年第3期。《一代人》令顾城一举成名，这首诗也成为朦胧诗的代表作之一。唐晓渡评价“顾城的这首诗只有两句，但是却在当代诗歌史上具有相当重的分量”。

## 创作背景
1949年以后的中国大陆诗歌经历数次政治运动，转变为以宣扬阶级斗争精神和革命英雄主义为主旋律，通过对生活场景的现实主义再现歌颂中国共产党以及其治下的社会和时代。在文革之中，社会舆论普遍宣扬抛弃小我、贡献大我，个人的权利和尊严受到践踏，个人的自由表达受到压抑。受到1976年的四五运动天安门诗抄启发，中国各地开始涌现一批新诗歌，这类诗歌试图打破诗歌服务于政治的传统，着重表现在这一时期时代社会背景下的个人，追求个人主义和对社会的反思，这类作品在后来被称作“朦胧诗”。随着改革开放后政治环境的解冻，新诗也从地下逐步走到了台前。
顾城是朦胧诗人中年纪最小的一位，父亲顾工是早年加入中国共产党的军旅诗人。在父亲引领下顾城从小瞻仰革命史迹，早早接触到诗歌，在1968年9月开始写诗。1966年文化大革命爆发后，家庭受到冲击，1969年父子被迫上山下乡，下放到山东昌邑县的海边养猪，顾城虽然不再能够接触到文学，但是仍在坚持创作诗歌。1974年父子回到北京，顾城在街道工厂做木工，并且在北京参加了1976年四五天安门事件，接触到了当时仍在地下的朦胧诗。此后，顾城在自己家人的支持下，开始创作诗歌向中国国内几乎所有他可以投递的报刊杂志投递自己的诗歌，终于在1978年3月他的诗集《无名的小花》被选登在北京西城区文化馆《蒲公英》报第三期中。
顾城的诗歌一经发表就获得了文坛的关注，当时的老诗人公刘给正在筹备复刊的诗歌期刊《星星》寄来了《新的课题——从顾城同志的几首诗谈起》，这篇评论肯定了顾城的诗歌，并且思想超前、话题敏感，很快成为了文艺界的热门文章。随后中国作家协会主办的《文艺报》1980年第1期更是评论：“怎样对待像顾城同志这样的一代文学青年？他们肯于思考，勇于探索，但他们的某些思想、观点，又是我们所不能同意，或者是有争议的。如视而不见，任其自生自灭，那么人才和平庸将一起在历史上湮没；如加以正确的引导和实事求是的评论，则肯定会从大量幼苗中间长出参天的大树来。这些文学青年往往是青年一代中有代表性的人物，影响所及，将不仅是文学而已。我们深信，后面的办法不失是一良策。本刊特转载《星星》复刊号上的这篇文章，请文艺界同行们读一读、想一想。”此后《星星》诗刊连续刊载了顾城的诗歌，《一代人》则作为1980年第3期头版《抒情诗十首》组诗的第一首首次出版。

## 赏析与解读
顾城的《一代人》是一首现代主义诗歌，不同于古典文学追求情景交融、形神结合的和谐特征，体现了不和谐的“现代美”。这首诗摒弃了对外在情景的刻画，既没有描摹意象也没有直接抒情，全诗歌通过“黑夜”、“黑色的眼睛”、“光明”寥寥几个抽象的意象和“一代人”的显目标题隐喻了文化大革命和在这一背景下成长起来的一代人。
在陈超看来，《一代人》虽然只有两句诗，但是对“黑夜”与“光明”的强烈对比带给这首诗巨大的想象空间和丰富的深层意象，诗歌本身比诗歌之外更具有冲击力。对于绝大多数读者而言，“黑夜”象征着文化大革命的专制与迫害，“一代人”则是文化大革命中成长起来的一代人，而诗中的“黑色的眼睛”所寻找“光明”代表着对黑暗的叛逆、批判和在黑暗中不屈的生命意志。联系到诗歌的现实背景，文革浩劫刚刚结束，对于绝大多数人文化大革命的记忆仍然历历在目、挥之不去，习惯了黑暗的人们依旧恐惧于过去的暴行而不敢放眼未来的光明，这首诗的政治意味不言而喻。王耘则认为这首诗体现了顾城对于社会和历史的责任感，诗中的“黑夜”和“黑色的眼睛”非但没有让人感到沉重和灰暗，反而承载了充溢和爆发的情感，通过欲扬先抑的手法突出了诗人对于光明的向往。
不同于多数人，顾城对诗歌中“黑夜”与“光明”则有着极为个人的理解。他在1987年香港答问中说：“如果光明不愿到人间来，便不应强求。强求来的光明未必不仍然是黑暗。但是有时候强求是必然的。而别人看是强求，对于你自身来说却是命里注定，就像“寻找”是你的命里注定一样。”顾城在后来的诗作《我是一个任性的孩子》中写过“我是一个任性的孩子/我想涂去一切不幸/我想在大地上/画满窗子/让所有习惯黑暗的眼睛/都习惯光明”，反映了其拒绝成长、保守童真的性格，他对于黑暗的解读可能并不止于文化大革命，而是成人世界高度政治化、人情化以及其对童年的摧残。顾城向往天真和自然，试图通过超越人世的“任性”洞观这个世界，逃避文革的创伤，一面评价文革如同老虎，如果在地上则会被追逐，如果在画中则可以欣赏，一面追求“人可生如蚁而美如神”，以道家的“齐物”观点否定现实世界的黑暗存在，追求精神世界的“光明”。他认为现实世界的黑暗和光明都是主观的，对他而言“白天、黑夜、生命、死亡是我们的事，但是对于太阳来说，没有黑夜也没有死亡……只有我忽然想起这个光明的时候，我才存在”。顾城曾在访谈中说自己十分喜欢西班牙诗人洛尔迦，这首诗可能是受到洛尔迦《西班牙宪警谣》“在这白金的夜里，黑夜遂被夜色染黑”的诗句启发。

## 影响
《一代人》发表后，顾城凭借这首诗一举成名。这首诗也在后来激烈的朦胧诗讨论中成为最常引用的诗作，然而不论是支持朦胧诗还是反对朦胧诗，两派都认可这首诗的价值，并且对于“黑夜”与“光明”的解读无一例外指向了当时经历文化大革命十年动荡、曙光初现的时代背景。反对朦胧诗的一派认为这首诗“反映了社会现实，能引起大家的共鸣”，并且“读得懂”，而支持朦胧诗的一派更是将其北岛的《回答》一道赞誉为“充满了肩负民族兴亡重任的大无畏精神的诗声”。顾城后来出版了自己的第一本个人诗集《黑眼睛》，其标题就是取自《一代人》。